# Cataldo Agostinelli
Cataldo Agostinelli (Ceglie Messapica, 16 dicembre 1894 – Torino, 18 gennaio 1988) è stato un matematico e fisico italiano.
Il suo campo di studi fu particolarmente vasto, comprendendo la fisica matematica, la geometria differenziale, la fisica teorica, la meccanica celeste e dei sistemi rigidi, la magnetofluidodinamica.

## Biografia e carriera
Laureatosi in ingegneria meccanica al Politecnico di Torino nel 1920, svolse vari incarichi, come dirigente tecnico, sia presso la FIAT che in enti statali, per alcuni anni, per poi dimettersi e riscriversi all'università, laureandosi in matematica, nel 1930, presso l'Istituto di Matematica dell'Università di Torino, con Tommaso Boggio.
Dal 1931 al 1938 fu docente di meccanica nel Regio Istituto Industriale "Omar" di Novara. Al contempo, era seguito da Boggio per conseguire la libera docenza, che ottenne nel 1935, in meccanica razionale presso l'università di Torino. Di quest'ultima disciplina, fu poi incaricato nelle università di Torino e di Modena e all'Accademia Militare di quest'ultima città. Nel 1939 vinse un concorso a cattedre per meccanica razionale bandito dall'Università di Messina, riuscendovi primo della terna vincente di cui gli altri due erano Maria Pastori, seconda, e Giovanni Lampariello, terzo. Tuttavia, a Messina andò Lampariello, la Pastori a Milano, mentre Agostinelli fu chiamato a Catania.
Nel 1941 ritornò all'Università di Modena, mentre nel 1943, avendo conseguito l'ordinariato, ottenne il definitivo trasferimento a Torino, tenendo numerosi insegnamenti sia all'università che al Politecnico fino al 1965, quando fu collocato fuori ruolo, ma continuando, tuttavia, di sua volontà, ad esser di supporto didattico agli studenti fino al 1970. Fra le molte discipline insegnate sia all'università che al politecnico, tenne corsi di analisi matematica, geometria analitica e descrittiva, istituzioni di fisica matematica, meccanica razionale, meccanica superiore, magnetofluidodinamica, complementi di analisi matematica.
Fu autore di più di duecento lavori e di numerosi trattati e monografie in diversi settori della matematica applicata, della fisica matematica e della fisica teorica, pubblicazioni che, nel complesso, hanno riguardato la geometria differenziale applicata alla fisica matematica e alla fisica teorica, la dinamica dei sistemi rigidi, la meccanica celeste, la dinamica dei sistemi non olonomi, l'elettromagnetismo, la fluidodinamica e la magnetofluidodinamica su cui scrisse, nel 1966, per incarico del CNR, un'ampia monografia nella quale si trovano anche trattate le onde magnetofluidodinamiche, i vortici e la teoria dei plasmi.
Fu socio dell'Accademia Nazionale dei Lincei dal 1969, presidente dell'Accademia delle Scienze di Torino dal 1979 al 1982, e socio di numerose altre accademie nazionali.

## Memoria
In ossequio alle sue volontà testamentarie e grazie al legato destinato all'Accademia delle Scienze di Torino di 258000000 ₤ in titoli di stato, dal 2006 è stato istituito il premio Angiola Gili – Cataldo Agostinelli in ricordo suo e della propria consorte Angiola Gili.
Per onorarlo, la sua città natale, Ceglie Messapica, gli ha intitolato il proprio Istituto di Istruzione Secondaria Superiore "I.I.S.S. Cataldo Agostinelli".

## Opere
- Compendio sui motori idraulici, appendice al corso di idraulica del Prof. E. Silvestri, Libreria Politecnica ed Universitaria, Torino, 1912-19.
- Corso di idraulica, dalle lezioni del Prof. E. Silvestri nell'A.A. 1920-21, Perotti, Torino, 1921.
- Sommario di analisi matematica, Parti I, II, Tip. F. Gili & B. Candido, Torino, 1934 (con successive edizioni).
- Lezioni di geometria analitica, proiettiva e descrittiva (con T. Boggio), Gheroni Editore, Torino, 1939 (con successive edizioni e ristampe).
- Sommario di analisi algebrica e infinitesimale, Parte I, Tip. F. Gili, Torino, 1940.
- Lezioni di matematica (con T. Boggio), Tip. A. Viretto, Torino, 1940 (con successive edizioni).
- Lezioni di geometria descrittiva, Tip. A. Viretto, Torino, 1944 (con successive edizioni).
- Lezioni di analisi matematica, Parti I, II, Tip. Ing. V. Giorgio, Torino, 1945 (con successive edizioni).
- Lezioni di meccanica razionale, Tip. Ing. V. Giorgio, Torino, 1946.
- Lezioni di meccanica superiore, Vol. 1: Meccanica analitica, Tip. Ing. V. Giorgio, Torino, 1948.
- Lezioni sulla conduzione del calore, appunti del corso di fisica-matematica dell'A.A. 1950-51, Tip. A. Viretto, Torino, 1951.
- Appunti di fisica matematica, quaderno I: vibrazioni di corde e membrane, Tip. A. Viretto, Torino, 1953.
- Introduzione alla fisica matematica, Vol. 1, Tip. A. Viretto, Torino, 1953.
- Lezioni di matematica applicata all'elettrotecnica, Libreria Editrice Universitaria Levrotto & Bella, Torino, 1954.
- Magneto-idrodinamica cosmica, G. Laterza e Figli, Bari, 1955.
- Il problema delle guide d'onda, lezioni tenute al Politecnico di Torino nell'A.A. 1954-55, Libreria Editrice Universitaria Levrotto & Bella, Torino, 1956.
- Fondamenti di idrodinamica, fascicolo I, lezioni di fisica matematica tenute all'Università di Torino nell'A.A. 1954-55, Libreria Editrice Universitaria Levrotto & Bella, Torino, 1956.
- Complementi di analisi matematica, lezioni tenute al Politecnico di Torino nell'A.A. 1956-57, Libreria Editrice Universitaria Levrotto & Bella, Torino, 1958.
- Meccanica razionale (con A. Pignedoli), 2 voll., Nicola Zanichelli Editore, Bologna, 1961 (con successive edizioni).
- Istituzioni di fisica matematica, Vol. 1, Nicola Zanichelli Editore, Bologna, 1962.
- Magnetofluidodinamica, Monografie del CNR, Edizioni Cremonese, Roma, 1966.
- Meccanica analitica (con A. Pignedoli), 2 voll., Mucchi Editore, Modena, 1989.